# برنارد روزنتال
برنارد روزنتال (بالإنجليزية: Bernard Rosenthal)‏ هو مؤرخ أمريكي، ولد في 1934.